# Jarno Limnéll
Jarno Ilmari Limnéll, född 25 juli 1973 i Helsingfors, är en finländsk expert i cybersäkerhet, politiker (Samlingspartiet) och ledamot av Finlands riksdag sedan 2023. Limnéll är doktor i militärvetenskaper och han har varit arbetslivsprofessor vid Aalto-universitetet.
Limnéll blev invald i riksdagen i riksdagsvalet 2023 med 13 917 röster från Nylands valkrets.

## Utmärkelser
- Militärens förtjänstmedalj[4]

[Redigera Wikidata]